# Villemus
Villemus là một xã của tỉnh Alpes-de-Haute-Provence nằm ở Alpes-de-Haute-Provence department ở phía đông nam nước Pháp.